# Veselé pod Rabštejnem
Veselé (deutsch Freudenberg) ist eine Gemeinde in Tschechien. Sie liegt 3 km südwestlich von Česká Kamenice und gehört zum Okres Děčín in Nordböhmen.

## Geographie

### Geographische Lage
Das Waldhufendorf befindet sich im Norden des Böhmischen Mittelgebirges am Übergang zum Elbsandsteingebirge und erstreckt sich über drei Kilometer entlang des Baches Huníkovský potok bis zu dessen Mündung in die Bystrá (Absbach). Nördlich erheben sich der Ptáčník (Vogelberg, 353 m), Strážný vrch (405 m) und Hájek (399 m), im Nordosten die Hana (Wachberg, 449 m), südöstlich die Samota (512 m), im Süden die Hůrka (404 m), Veselka (Freudenberg, 460 m) und Vysoký les (464 m) sowie im Nordosten der Olešský vrch (Beckenberg, 355 m).

### Gemeindegliederung
Die Gemeinde Veselé besteht aus den Ortsteilen Veselé (Freudenberg) und Veselíčko 1.díl (Freudenheim 1. Anteil).

### Nachbargemeinden
Nachbarorte sind Janská und Lužná im Norden, Kamenická Nová Víska, Víska pod Lesy und Česká Kamenice im Nordosten, Huníkov im Osten, Kerhartice und Veselíčko 1.díl im Südosten, Karlovka und Malá Bukovina im Süden, Horní Habartice im Südwesten, Markvartice im Westen sowie Stará Oleška im Nordwesten.

## Geschichte
Die erste urkundliche Erwähnung von Freudenberg erfolgte 1381 im Stadtbuch von Kamnitz. Freudenberg gehörte zu dieser Zeit zu den Güter des Wartenbergers Johann von Michalowitz und war Teil der Herrschaft Scharfenstein. Nach der Teilung der Güter gehörte der Ort anteilig zur oberen und zur unteren Markersdorfer Feste. Die Obere Feste mit 13 Wirtschaften von Freudenberg und dem Dorf Gersdorf gehörte ab 1428 Johann von Luttitz. Nach dem Tode von Georg von Luttitz erfolgte eine weitere Teilung unter dessen Erben. 1560 gründete Friedrich von Luttitz die Ansiedlung Neudörfel, die später den Namen Freudenhain und bis 1946 Freudenheim trug. Das Unterdorf wurde im Mittelalter als Obermarkersdorf bezeichnet, seine Besitzer waren bis zum 16. Jahrhundert Přibík Blekta von Útěchoviec und dessen Nachfahren. In Obermarkersdorf bestand die Feste Freudenberg, auch Freudenhöfel genannt. Nach dem Dreißigjährigen Krieg kam das Dorf zu den Markersdorfer Gütern, die unter drei der vier Bensener Herrschaften aufgeteilt waren. Ein besonderes Privileg in Freudenberg waren die seit 1658 nachweisbaren Sechswochenschänken, ein auf sechs Wochen befristetes Recht des Bierschankes in den Häusern, in denen ein Kind geboren wurde. Nach Streitigkeiten wurden 1832 die Sechswochenschänken abgeschafft. Gepfarrt war das Dorf zur Kirche St. Martin in Markersdorf. 1833 hatte Freudenberg 738 Einwohner.
Nach der Aufhebung der Patrimonialherrschaften bildete Freudenheim ab 1850 mit den Ortsteilen Markersdorf, Walddörfel und Freudenheim und der Siedlung Steinberg  eine politische Gemeinde in der Bezirkshauptmannschaft Tetschen/Děčín. 1857 lebten in dem Dorf 925 Menschen. 1869 eröffnete die Böhmische Nordbahn die Eisenbahnstrecke von Tetschen nach Warnsdorf. Nördlich von Obermarkersdorf entstand auf halbem Wege nach Johnsbach die Bahnstation Rabstein. 1888 löste sich Markersdorf los und bildete mit Walddörfel und Freudenheim 2. Anteil eine eigene politische Gemeinde. 1891 wurde das aus 63 Häusern bestehende Obermarkersdorf an Freudenberg angegliedert. Im Jahre 1900 bestand Freudenberg aus 215 Häusern und hatte 1058 Einwohner. Von den Bewohnern wurde Freudenberg als Freudendorf und Freudenheim als Freudendörfel bezeichnet. 1930 waren es 1041, die alle der deutschen Volksgruppe angehörten. Nach dem Münchner Abkommen wurde die Gemeinde 1938 dem Deutschen Reich zugeschlagen und gehörte bis 1945 zum Landkreis Tetschen, ab 1943 Tetschen-Bodenbach. 1939 lebten in Freudenberg 993 Menschen. 1945 kam Freudenberg zur Tschechoslowakei zurück, die deutschen Bewohner wurden vertrieben. 1946 erfolgte die Umbenennung von Freudenheim in Veselé und von Freudenheim 1.díl und Veselíčko 1.díl. Die Ansiedlung Steinberg wurde nach dem Zweiten Weltkrieg aufgelassen. 1950 wurde die Gemeinde dem neu errichteten Okres Nový Bor zugeordnet. Nach dessen Auflösung kam sie mit Beginn des Jahres 1961 wieder zum Okres Děčín zurück. Zwischen 1980 und 1990 war Veselé nach Česká Kamenice eingemeindet.

## Kultur und Sehenswürdigkeiten
- Gezimmerte Blockhäuser, teilweise mit Umgebinde

## Söhne und Töchter der Gemeinde
- Helmtraut Arzinger-Jonasch (1935–2007), deutsche Chirurgin, Hochschullehrerin in Leipzig